# 秦丽云
秦丽云（1982年—），云南耿马人，傣族，中华人民共和国政治人物、第十二届全国人民代表大会云南地区代表。
毕业于云南民族大学英语专业。2013年，担任全国人大代表。